# Маренниця польова
Маренниця польова, шерардія польова  (Sherardia arvensis L.) — єдиний у своєму роді вид рослин з родини маренові (Rubiaceae).
Етимологія: Sherardia — рід присвячено Вільяму Шерарду (1659—1728), англійському ботаніку. лат. arvensis — «польовий»

## Опис
Мала трав'яниста, ворсова, однорічна рослина, яка досягає до 40 см у висоту, стебла мають квадратний перетин. Грубі вузькі щетинисті листки приблизно 1 см в довжину розміщені у вузлах по 4–6. Бузкові чи рожеві квітки 2–3 см в діаметрі. Квіти знаходяться у невеликих суцвіттях. Цвітіння відбувається навесні та влітку. До 4 мм довжиною плід розділений на дві частини.

## Поширення
Рідний ареал: Північна Африка: Лівія; Марокко. Кавказ: Вірменія; Азербайджан; Грузія; Росія — Північний Кавказ, європейська частина. Західна Азія: Іран; Ірак; Ізраїль; Ліван; Сирія; Туреччина. Європа: Білорусь; Естонія; Латвія; Україна; Австрія; Бельгія; Чехія; Німеччина; Угорщина; Нідерланди; Польща; Словаччина; Швейцарія; Данія; Фінляндія; Ірландія; Норвегія; Швеція; Об'єднане Королівство; Албанія; Болгарія; Хорватія; Греція; Італія; Румунія; Сербія; Словенія; Франція; Португалія [вкл. Мадейра]; Гібралтар; Іспанія. Натуралізований: в інших місцях. Живе на оброблюваній землі, сухих луках, парі й газонах.

## Галерея

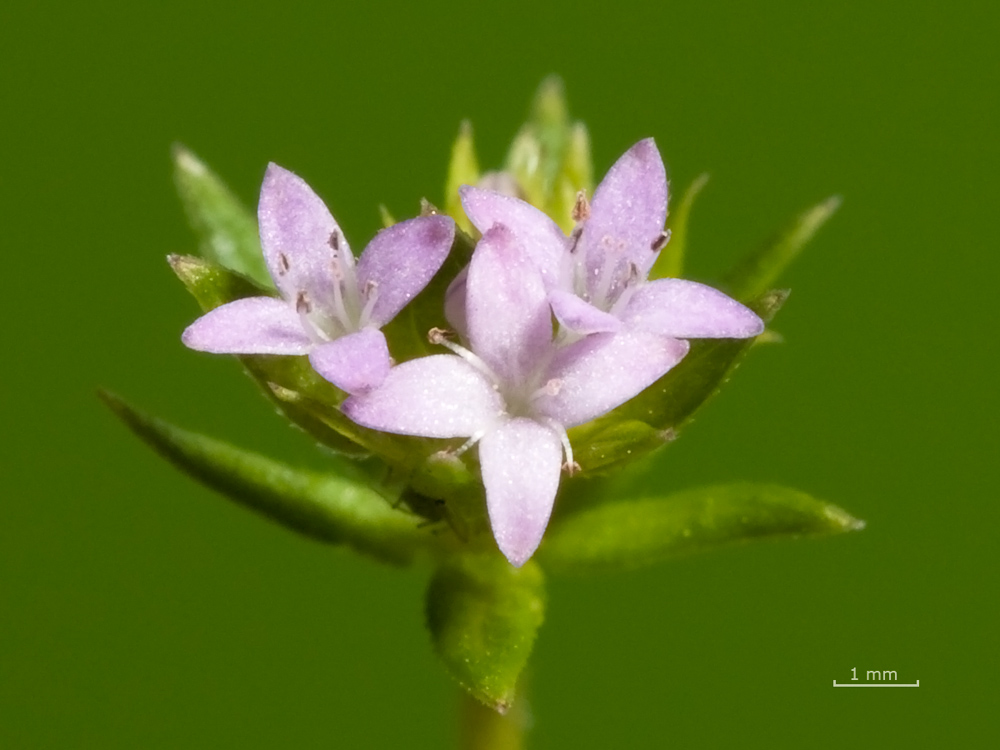
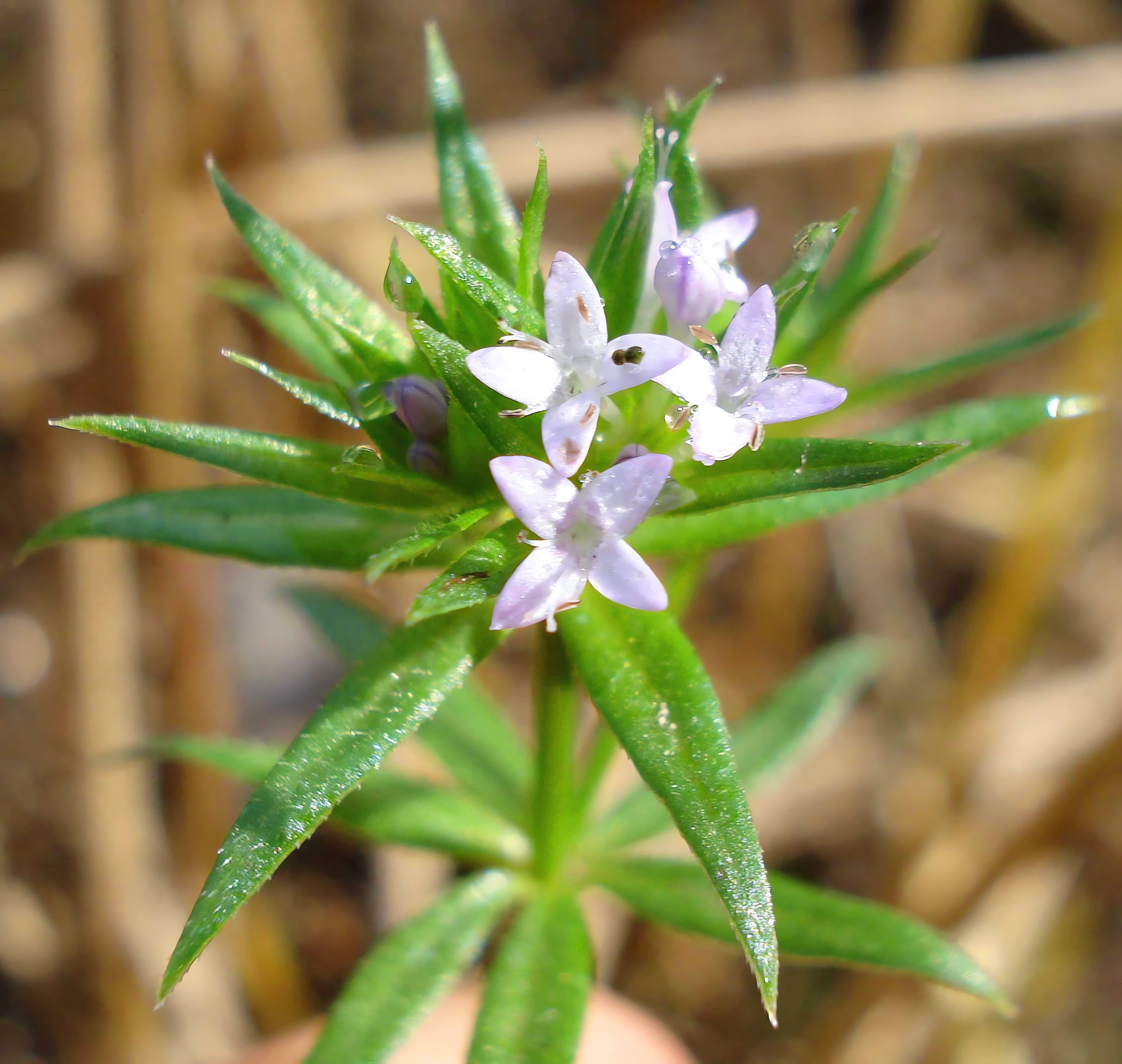
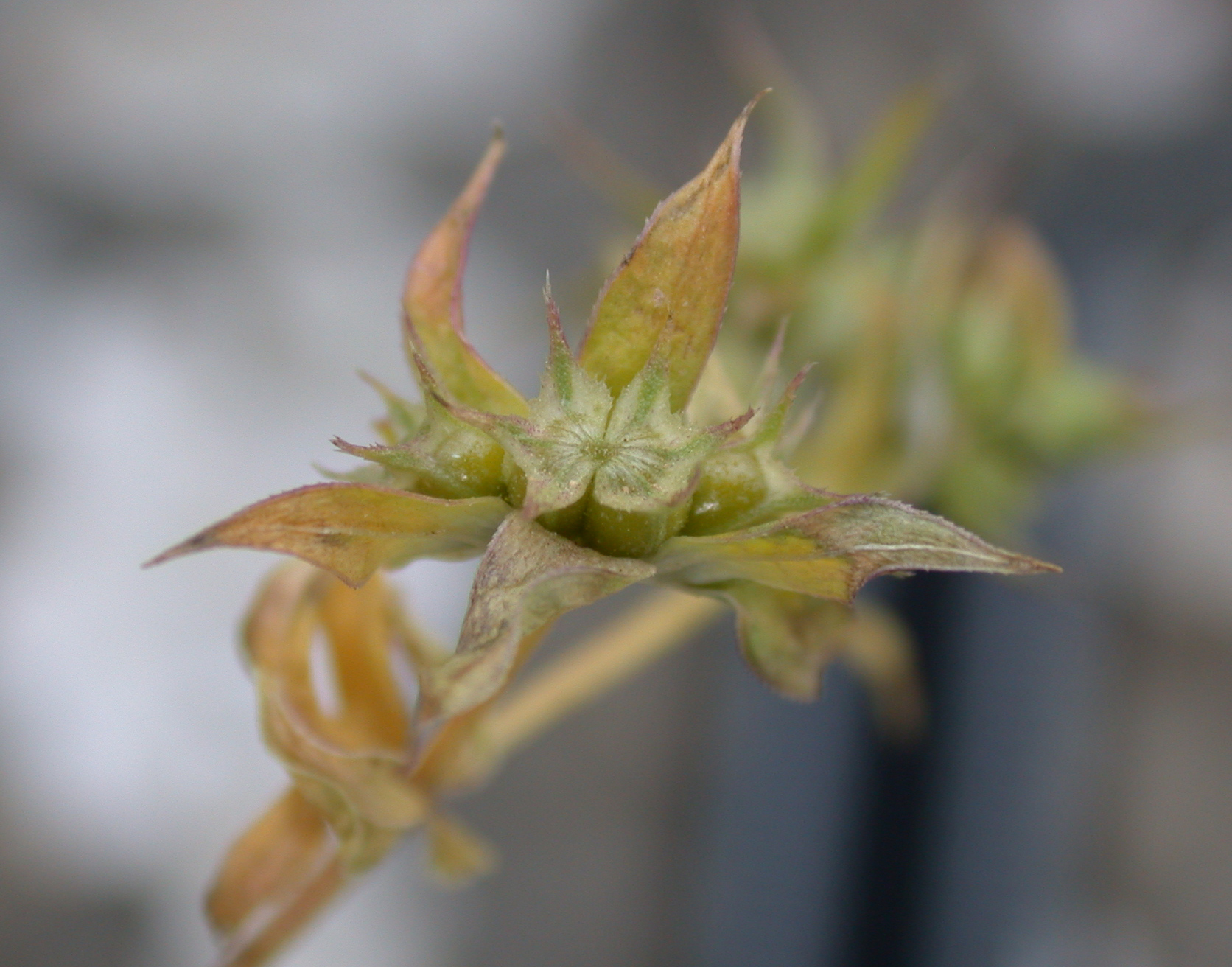